# Cheirostylis bipunctata
Cheirostylis bipunctata är en orkidéart som beskrevs av Leonid Vladimirovitj Averjanov. Cheirostylis bipunctata ingår i släktet Cheirostylis och familjen orkidéer. Inga underarter finns listade i Catalogue of Life.